# Avenue – Das Magazin für Wissenskultur
Avenue – Das Magazin für Wissenskultur ist eine unabhängige populärwissenschaftliche Zeitschrift für Geistes- und Sozialwissenschaften im deutschsprachigen Raum. Sie erscheint vierteljährlich und ist monothematisch ausgerichtet. Zunächst werden die Artikel per open access der Kritik ausgesetzt. Erst dann wird die Zeitschrift samt Kommentaren gedruckt.
Die Zeitschrift richtet sich an Laien und Menschen mit geistes- und sozialwissenschaftlichem Abschluss, die ausserhalb der Akademie ihr Auskommen finden. In kurzen Artikeln vermitteln Kultur- und Geisteswissenschaftler Erkenntnisse und Gedanken aus verschiedenen Disziplinen.

## Profil
Die Avenue macht Phänomene aus den verschiedenen Blickwinkeln unterschiedlicher interpretierender Disziplinen zugänglich. Sie reagiert auf die Verknappung von Themen im öffentlichen Diskurs und reklamiert den Raum für Analyse und Deutung durch die Geistes- und Sozialwissenschaften zurück. Wissen wird nicht als angebliches Faktenwissen präsentiert, sondern im Prozess abbildet: Deshalb werden alle Texte zunächst online dem open peer review vorgestellt und schliesslich samt den Kommentaren sowie den Repliken der Autoren gedruckt.
Zur Avenue gehören neben dem online Salon und dem gedruckten Magazin zwei weitere Formate: Regelmässige Veranstaltungen befördern das Gespräch zwischen Akademie und Publikum. Ausserdem sensibilisiert die Avenue Wandzeitung für geistes- und sozialwissenschaftliche Inhalte.
Die Avenue ist institutionell, politisch und konfessionell unabhängig. Sie finanziert sich über die Gründer, Abonnements, Werbung, Förderer und Stiftungsgelder und wird vom Verein zur Beförderung vom öffentlichen Ansehen der Geistes- und Sozialwissenschaften getragen. Unterstützt wird sie durch einen Wissenschaftsbeirat und einen publizistischen Beirat. Die Avenue ist Trägerin des Medienförderpreises der Akademien der Wissenschaft Schweiz.

## Bisher erschienene Ausgaben
1. Wir Cyborgs – Zwischen Mensch und Maschine
2. Hochstapler*innen
3. Forschungsstand: Pornographie
4. Paradiese
5. roh & gekocht
6. Junge Männer
7. Sammeln
8. Die Zeit ist knapp
9. Mütter
10. Wozu Kunst?[13]

## Herausgebende und Autoren
Herausgegeben wird die Avenue von der Mediävistin Corinna Virchow und dem Wissenschaftsphilosophen Mario Kaiser, die die Zeitschrift gründeten.
Die Avenue arbeitet zusammen mit Wissenschaftlern wie Caroline Arni, Klaus Birnstiel, Elisabeth Bronfen, Matthias Däumer, Sascha Dickel, Valentin Groebner, Richard Schuberth, Peter Strasser und Klaus Theweleit.